# Комнин Арианити
Комнин Арианити (на албански: Komnen Arianiti) е благородник от XIV век от средновековните албански княжества.
Комнин Арианити притежава владения в днешна централна Албания около Драч. Според Албанската научна академия той е идентичен с Комнин Спата или Шпата, споменат във венецианските архиви между 1392 и 1407 г. Не е ясно дали родът Арианити са добавили и името Спата чрез сродяване със семейство Спата или по топонима от този регион, в който са попадали земите им. Има неясноти и около връзката им с династията Комнини, но най-вероятно те са били техни потомци.

## Фамилия
Комнин Арианити е женен за дъщеря на Никола Захария, от която има трима сина:
- Георги Арианит
- Моисей Голем Комнин Арианит
- Владан, женен за Ангелина Кастриоти, дъщеря на Гьон Кастриоти.